# PET Kupa
A PET Kupa egy szemétszedő-hajóépítő vetélkedő, egy hosszú távú folyami hajós verseny, egy Tisza-menti közösségeket egybe kovácsoló civil kezdeményezés, és egy életre szóló kaland. A Tisza hulladékszennyezése óriási környezet-, és természetvédelmi probléma! A PET Kupa ennek felszámolására létrejött nonprofit, civil kezdeményezés. Ez a környezetvédelmi akció úgy járul hozzá a Tisza megtisztításához, hogy egész évben rendezvényeket, hónapokon átívelő hulladékszedési akciót, csapatépítő tréningeket, kiállításokat és szakmai egyeztetéseket szervez. A rendezvény kiötlője a környezetvédelmi témákkal, veszélyeztetett fajokkal és tudományos kutatások megfilmesítésével foglalkozó Természetfilm.hu Tudományos Filmműhely alkotógárdája.

## A tiszai PET palackáradat
Magyarországon minden évben komoly gondot jelent a folyók áradása. Az árvízi védekezést szükségessé tévő vízmennyiség túlnyomó része határainkon túlról származik, csakúgy, mint a vele érkező hulladéktömeg. Kevesen tudják, hogy áradáskor nagyobb folyóink a megnövekedett vízmennyiségen kívül rengeteg hulladékot, környezetszennyező anyagot is hoznak az országba: ez a PET palackáradat, vagy más néven PET zajlás. A hulladék egy része vízben oldott szennyező anyagként, a másik pedig szabad szemmel is jól látható formában, évente átlagosan 60-70 tonnányi szilárd hulladék formájában érkezik. Ez utóbbi kategóriába tartozik a Tisza folyóval évente érkező pillepalack, vagy szakszerűbben PET (polietilén-tereftalát) palackáradat. A jelenség vízügyi szakemberek, a régióban tevékenykedő halászok és természetvédelmi szakemberek körében közismert, a közvélemény viszont annál kevesebbet tud róla. A szennyezés néha olyan súlyos, hogy alig látni a vizet a rengeteg PET palacktól, műanyag zacskótól és egyéb anyagú szeméttől. A hulladék túlnyomó része határainkon túlról, elsősorban Ukrajnából és Romániából származik, ahol a lakossági hulladékkezelési hiányosságok miatt bevett gyakorlat, hogy a háztartásokban keletkezett szemetet a folyók ártereiben helyezik el. A téli hónapokban felgyűlt hulladékot a tavaszi olvadékvizektől és esőtől megduzzadt folyók felveszik, átszállítják a határon, majd az alsóbb szakaszokon ártéri erdőkben, homokszigetek partján rakja le. A mennyiségre jellemző, hogy helyenként több méter magas pillepalackhalmok képződtek, amelyeken nemcsak a mozgás veszélyes vagy lehetetlen, de a növényzet megtelepedését is megnehezíti. A szennyezés láttán a helyiek a Felső-Tisza mentén egyéni szemétgyűjtő akciókat kezdeményeztek. Ezek közül némelyik a határon túli közösségeket is mozgósítani tudta, de mindegyik megállt a szemét egy részének összegyűjtésénél és hulladéklerakókban történő elhelyezésénél. A kezdeményezések sajtóvisszhangja minimális volt egészen a PET Kupáig, amely új szintre emelte a hulladék ellen folytatott harcot. A helyi közösségek és budapesti természetfilmesek együttműködéséből megvalósult kezdeményezés minden eddiginél több emberhez juttatta el az üzenetet: a Tiszának segítségre van szüksége.

## Pillepalackból hajót
Az ötlet, miszerint PET palackokból hajót lehet építeni, egyáltalán nem új. Világszerte számos kezdeményezéssel találkozni, amelyben használt PET palackokból vízi járműveket építettek. Magyarországon az első, fotóanyaggal dokumentált pillepalackból készült hajót 2002-ben építette Mezey Tibor és családja. A Palacka nevű vízi jármű a nyékládházi kavicsbánya tavakon indult első útjára. A második hazai gyártású PET hajót Palkó István építette. A Tisza névre keresztelt vízi jármű 10-15 személyt is elbírt, napelemekkel volt felszerelve és villanymotor hajtotta. A Tiszát 2011 júliusában bocsátották vízre Tiszabecsen és egészen Tiszabercelig hajózott. A hazai PET hajózás történetének következő állomása a PET Projekt volt, amelyben a Vizek Őre Egyesület Hölgye Attila irányításával olyan pillepalackhajót épített, amely 2013 májusában a Dunán teljesített tekintélyes távot. Nemzetközi szinten az egyik legnagyobb szabású vállalkozás a Plastiki, amely Thor Heyerdahl Kon-Tiki-expedíciójának mintájára bebizonyította, hogy a műanyag palackok állják a tenger ostromát, és akár egy óceánt is át lehet szelni rajtuk. Az Egyesült Államokban újrahasznosított anyagokból épült hajók versenye is létezik. A fejlődő országokban a pillepalackokból vízi közlekedésre alkalmas járműveket és lakóhajókat építenek. A PET Kupa alapötletét tekintve hasonlít ezekre a kezdeményezésekre, de néhány fontos pontban azonban különbözik. A PET Kupa hulladékgyűjtő, hajóépítő és hajósverseny egyben, ahol a hajók alapanyagát részben vagy egészben a természetbe juttatott és onnan visszagyűjtött szennyező anyagok adják. A PET Kupa egyedi vonása, hogy a szemétgyűjtésből, a hulladékok újrafelhasználásából szórakoztató eseményt varázsol, amelynek a helybéli közösségek és az érdeklődő közönség éppúgy részévé válik, mint maguk a hajósok. A PET Kupa olyan kezdeményezés, amely szórakoztatva nevel. Célja, hogy hosszú távon kulcsszerepet töltsön be a Tiszát sújtó szennyezési hullámok felszámolásában. Ezek teszik ezt a magyar projektet egyedülállóvá az egész világon.

## A rendezvény
A PET Kupa egy hónapokon át tartó hulladékgyűjtéssel veszi kezdetét. A szemetet a Tiszából, a folyó árteréből, és a környező településekről gyűjtik össze. A hulladékot a hajóépítés helyszínén halmozzák fel. Miután elegendő mennyiségű szemét gyűlt össze, kezdetét veszi a hajóépítés. A több napon át tartó építési fázisban a csapatok saját tervek alapján, a PET Kupa szabályzatát betartva készítik el hajóegységeiket. A két leglényegesebb kritérium, hogy a hajótestek úszóképességét teljes egészében pillepalackok kell, hogy adják, és a meghajtás csak és kizárólag megújuló energiáva történhet. Vízrebocsátás után a PET hajóknak egy alapvető alkalmassági vizsgán kell megfelelniük, melyre hatósági személyek jelenlétében kerül sor. Az engedély megszerzése után a hajók felkészülnek a rajtra. A több napos hajós futam alatt a PET hajókat vízimentők biztosítják. A verseny által érintett települések lakói közül mindig csatlakozik valaki a futamhoz, és egy napon keresztül ő lesz a PET Kupa hordozója. Maga a PET Kupa egy pillepalackokból készített győzelmi trófea, amelyet a győztes hajóegység legénysége vehet át. Az egy hetes hosszútávú folyami verseny minden napján más és más próbatételeknek kell megfelelni. Van, amikor a gyorsaság a döntő, máskor a manőverezőképesség számít. Az egyetlen próbatétel, amely nap mint nap megismétlődik, az a szemétgyűjtés. Minden versenynap végén ellenőrzik az egyes PET-hajók által összegyűjtött pillepalackok számát, és pontozzák a napi feladatban elért eredményeket. A PET-hajók legénysége ezek alapján kapja meg az őket megillető kupakokat. A verseny végén az összegyűlt kupakok száma alapján hirdetik ki a győztest. A záróceremónia fontos eseménye a PET Kupa átadása, illetve a PET hajók bezúzása és szelektív hulladékgyűjtőbe való eljuttatása.

## A PET Kupa kritikája
A PET Kupa egyes vélemények szerint a hulladékot előállító és a betétdíjrendszert évtizedek óta megakadályozó  szponzor italgyártó cégeknek (Coca-Cola, Szentkirályi) a zöldre mosását (greenwashing) szolgálja. A betétdíjrendszer hiánya miatt a természetbe kerülő italos göngyölegek százezred részének összegyűjtése egy buliszerű esemény keretében hosszú távon fenntarthatatlan, csővégi megoldás.

## Előzmények
- 2007-ben Toldi Zoltán és a Vásárosnaményi Természetbarát Diákkör részvételével egy határokon átnyúló program vette kezdetét. A Magyarország–Szlovákia–Románia–Ukrajna ENPI Határon Átnyúló Együttműködési Program 2007–2013 program keretében megvalósuló “An Issue to Share international youth cooperation programs which breach barriers along the Upper-Tisa region” több szemétszedési akciót valósított meg, és rámutatott a probléma súlyosságára.
- 2010 májusában a Természetfilm.hu stábja Szép Tibor szakmai felügyelete mellett a Tokaj feletti partifecske fészkelő telepeken forgatott, amikor először lettek tanúi a Tiszát sújtó Pet palackáradatnak.
- 2012 nyarán egy informális beszélgetés során a filmesek tudomására jutott, hogy Palkó István irányítása alatt az ezt megelőző években egy pillepalackokból készült hajó két alkalommal is végighajózott a Felső-Tiszán. Toldi Zoltán, a Természetfilm.hu stábja ez alapján döntötte el, hogy a hulladékáradat felszámolására akciót indít, amely egy hajós versenyben teljesedik ki. Molnár Attila Dávid, Tóth Zsolt Marcell és Stodulka Gábor dokumentumfilmesek forgatókönyvet dolgoztak ki, majd elképzeléseik megvalósításához az MTVA támogatását kérték.
- 2013-ban, a támogatás elnyerése után a filmesek megkezdték a hulladék gyűjtését. Akciójukhoz több helyi közösség is csatlakozott. A rendezvény kommentátorának sikerült megnyerni Varga Liviust, a Quimby zenekar tagját, népszerű műsorvezetőt és lelkes hajóst. Az előkészületekben felbecsülhetetlen segítséget nyújtott Tivadar, Jánd, Vásárosnamény, Tiszaadony, Zsurk, Tuzsér és Cigánd lakossága, valamint vezetősége. Támogatásuknak köszönhető, hogy a kezdetben egy hajós futam hamar négy hajóegységre bővült, kidolgozásra került a PET Kupa szabályzata, majd 2013 július 9-én elrajtolt a mezőny.
- 2014-ben bemutatásra került az első Tiszai PET Kupát megörökítő televíziós sorozat, a Valamit Visz a Víz. Egy sikeres közösségi adománygyűjtő kampány után útjára indult a 2. PET Flotta, összesen nyolc PET hajóval, köztük az Index.hu internetes portál saját bloghajójával, a PETanickal. A PET mester ezúttal a földkerülő szólóvitorlázó Méder Áron volt.
- 2015-ben a PET Kupa első alkalommal nyílt kiírást tett közzé. A beérkezett nevezések alapján a 2015-ös PET Flotta mérete minden eddiginél nagyobb, 20 hajó körül lesz.

## Az I. Tiszai PET Kupa
Az első rendezvényre 2013 júliusában került sor. A hajóépítés és rajt helyszíne Tivadar volt, az érintett települések sorrendben: Jánd, Vásárosnamény, Tiszaadony, Tiszamogyorós, Zsurk, Tuzsér, a célállomás és egyúttal a záróceremónia helyszíne Cigánd lett. A négy hajóegység hét nap alatt több mint 100 kilométert tett meg a folyón, és a verseny folyamán közel 10 000 palackot gyűjtött össze a Tiszából. A verseny végén ezek a palackok is újrafelhasználásra kerültek, csakúgy, mint a hajók testét alkotó, közel 8000 pillepalack. Az eseményről több országos sajtóorgánum tudósított, a napi fejleményeket közösségi oldalakon hetente 60 000 néző követte nyomon. Az eseményeket az MTVA támogatásával egy önálló televíziós stáb folyamatosan, naplószerűen örökítette meg. Az általuk forgatott professzionális anyagból televíziós sorozat készül. Az I. Tiszai PET Kupát bemutató filmeket 2014 tavaszán láthatta a nagyközönség a hazai közszolgálati televíziós csatornákon. Az I. Tiszai PET Kupa legfontosabb eredménye, hogy még a verseny befejeződése előtt kezdetét vette az újabb rendezvény előkészítése.

## PET Kupa szótár
Az első verseny alatt meghonosodott szakkifejezések és jelentésük:
- PET hajó: Olyan megújuló energiával (evező, vitorla, pedál stb.) hajtott, vízi közlekedésre alkalmas jármű, amelynek felhajtóerejét teljes egészében használt PET palackok adják, melyek a Tiszából, annak árteréből, vagy a környező településekről lettek összegyűjtve.
- PET kalóz: Olyan hajós, aki tevékenyen részt vett a Tisza pillepalackoktól történő mentesítésében, a szemétgyűjtésekben, a PET hajók megépítésében, és akinek sikerült elszegődnie valamelyik épülő PET hajó legénységébe.
- PET kalauz: Ceremóniamester, konferanszié, kommentátor aki folyamatosan nyomon követi a versenyt és azt közvetíti a nagyközönség felé.
- PET mester: A PET Kupa útvonalának kidolgozásában és a napi szakaszok előtti eligazításban nélkülözhetetlen, Tiszát sokszor megjárt szakértő, tapasztalt vízitúrázó.
- PET Kupa: Egy Tiszából gyűjtött PET palackokból készült trófea, amit stafétabotszerűen adnak egymásnak a PET Kupa hordozók és amelyet végül a legtöbb PET Kupakot elnyert hajóegység vehet át.
- PET Kupa hordozó: A PET Kupa által érintett települések lakója, aki önkéntes alapon csatlakozik a versenyhez, és egy napig hordozza a Kupát, annak megőrzéséért személyesen felel.
- PET Kódex: A PET Kupa szabályzata, amely részletesen kitér a hulladékgyűjtésre és a hajóépítésre éppúgy, mint magára a versenyre. Elolvasása és annak aláírása nélkül PET kalóz nem szállhat a PET hajók fedélzetére.